# Trent Woods
Trent Woods är en kommun (town) i Craven County i North Carolina. Vid 2010 års folkräkning hade Trent Woods 4 155 invånare.